# Shloyme Bastomski
Shloyme Bastomski (auch: Solomon, Shlomo, hebräisch בסטומסק  שלמה geb. Juli 1891, Wilna, Gouvernement Wilna, Russisches Kaiserreich; gest. 5. März 1941, Vilnius, Litauische Sozialistische Sowjetrepublik) war ein Schriftsteller, Pädagoge und Folklorist, der in der jiddischen Bildungsbewegung aktiv war.

## Leben
Shylome Bastomski wurde im Juni 1891 in Wilna (dem heutigen Vilnius, Litauen) in eine arme Schlosserfamilie geboren. Er wurde in jungem Alter Waise. Er besuchte sowohl die Talmud Torah (eine jüdische Religionsschule) als auch eine russische öffentliche Schule für jüdische Kinder, bevor er das Rabbinerseminar Wilna besuchte, das er 1912 abschloss. Er wurde Lehrer an einer jüdischen öffentlichen Schule im nahegelegenen Meretsh, wechselte aber später an eine Schule in Dieveniškės. Nach Ausbruch des Ersten Weltkriegs und der deutschen Besetzung der Region im Jahr 1915 wurde Bastomski als Lehrer an einer säkularen jiddischen öffentlichen Schule eingestellt, die von der Khevre Mefitse Haskole („Gesellschaft zur Förderung der Aufklärung“) gegründet worden war. Die Schule war die erste derartige Einrichtung in Wilna.
Neben seiner Lehrtätigkeit arbeitete Bastomski als Journalist. Seinen ersten Artikel veröffentlichte er 1910 im Vilner Vokhnblat („Wilnaer Wochenblatt“) und begann, für die Lokalzeitschriften Lebn un Visnshaft und Folksblat zu schreiben, eine kurzlebige Zeitung, die von dem Journalisten Moyshe Karpinovitsh gegründet worden war. 1916 gründete Bastomski zusammen mit seiner Frau Malke Khaymson, die als Mitherausgeberin fungierte, den Verlag Di Naye Yidishe Folksshul („Die neue jiddische Volksschule“). Ihr Verlag begann mit der Produktion von Lehrbüchern, Kinderbüchern, Spielen und Folklorebüchern in jiddischer Sprache. 1919 gründete er das jiddische Kindermagazin Grininke Beymelekh neu und gründete im folgenden Jahr ein Magazin für ältere Kinder (mit dem Titel Der Khaver, „Der Freund“). In diesen Zeitschriften veröffentlichte er einige seiner eigenen Geschichten. Er war Mitglied des Folklorekomitees und des Generalrats des YIVO, eines jüdischen Kulturinstituts mit Sitz in Wilna. 1925 veröffentlichte Bastomski ein jiddisches Lesebuch mit dem Titel „Lebedike Klangen“ („Lebendige Klänge“) in sechs verschiedenen Lesestufen. Dieses Lesebuch wurde von verschiedenen jüdischen Schulen außerhalb Polens übernommen.
Anfangs gehörte er der Zionistischen Sozialistischen Arbeiterpartei an, später wurde er jüdischer Territorialist und trat kurz vor Ausbruch des Zweiten Weltkriegs der Frayland-Lige bei. Er starb im März 1941 in Wilna, als die Stadt unter sowjetischer Kontrolle stand (und kurz vor der Besetzung durch Nazi-Deutschland). Seine Frau starb kurz darauf im Ghetto Vilnius.